# Agrotis duae
Agrotis duae är en fjärilsart som beskrevs av Barnes och Benjamin 1926. Agrotis duae ingår i släktet Agrotis och familjen nattflyn. Inga underarter finns listade i Catalogue of Life.